# Central Slope (Dakota del Norte)
Central Slope es un territorio no organizado ubicado en el condado de Slope en el estado estadounidense de Dakota del Norte. En el Censo de 2010 tenía una población de 18 habitantes y una densidad poblacional de 0,1 personas por km².

## Geografía
Central Slope se encuentra ubicado en las coordenadas 46°24′38″N 103°25′33″O / 46.41056, -103.42583. Según la Oficina del Censo de los Estados Unidos, Central Slope tiene una superficie total de 185.83 km², de la cual 185.63 km² corresponden a tierra firme y (0.1%) 0.19 km² es agua.

## Demografía
Según el censo de 2010, había 18 personas residiendo en Central Slope. La densidad de población era de 0,1 hab./km². De los 18 habitantes, Central Slope estaba compuesto por el 100% blancos, el 0% eran afroamericanos, el 0% eran amerindios, el 0% eran asiáticos, el 0% eran isleños del Pacífico, el 0% eran de otras razas y el 0% pertenecían a dos o más razas. Del total de la población el 0% eran hispanos o latinos de cualquier raza.